# Rare Stamps
| Recensione | Giudizio |
| ---------- | -------- |
| AllMusic   |          |

Rare Stamps è un album raccolta del cantante soul statunitense Eddie Floyd, pubblicato dall'etichetta discografica Stax Records nel 1969.

## Tracce

### LP
Lato A
1. Knock on Wood – 3:07 (Eddie Floyd, Steve Cropper)
2. Raise Your Hand – 2:20 (Eddie Floyd, Steve Cropper, Alvertis Isbell)
3. Love Is a Doggone Good Thing – 2:24 (Eddie Floyd, Steve Cropper)
4. On a Saturday Night – 2:46 (Eddie Floyd, Steve Cropper)
5. Things Get Better – 2:20 (Eddie Floyd, Steve Cropper, Wayne Jackson)
6. Bring It On Home – 2:29 (Sam Cooke)

Lato B
1. I've Never Found a Girl – 2:40 (Eddie Floyd, Booker T. Jones, Alvertis Isbell)
2. Big Bird – 2:57 (Eddie Floyd, Booker T. Jones)
3. Got to Make a Comeback – 2:35 (Eddie Floyd, Joe Shamwell)
4. I've Just Been Feeling Bad – 2:36 (Eddie Floyd, Steve Cropper)
5. I'm Just the Kind of Fool – 3:13 (Eddie Floyd, Booker T. Jones)
6. This House – 2:26 (Eddie Floyd, Steve Cropper)

## Musicisti
- Eddie Floyd – voce
- Altri musicisti non accreditati

Note aggiuntive
- Steve Cropper – produttore, arrangiamenti
- Ron Capone – ingegnere delle registrazioni
- Honeya Thompson – art direction copertina album originale
- Jerry Rosentswieg, Christopher Whorf – design copertina album originale[2]

## Classifica
Album
| Anno | Classifica             | Posizione raggiunta |
| ---- | ---------------------- | ------------------- |
| 1969 | Top R&B/Hip-Hop Albums | 49                  |

Singoli
| Anno | Titolo del brano             | Classifica             | Posizione raggiunta |
| ---- | ---------------------------- | ---------------------- | ------------------- |
| 1966 | Knock on Wood                | Billboard Hot 100      | 28                  |
| 1967 | Raise Your Hand              | Billboard Hot 100      | 79                  |
| 1967 | On a Saturday Night          | Billboard Hot 100      | 92                  |
| 1967 | Love Is a Doggone Good Thing | Billboard Hot 100      | 97                  |
| 1968 | Bring It On Home to Me       | Billboard Hot 100      | 17                  |
| 1968 | I've Never Found a Girl      | Billboard Hot 100      | 40                  |
| 1966 | Knock on Wood                | Hot R&B/Hip-Hop Songs  | 1                   |
| 1967 | Raise Your Hand              | Hot R&B/Hip-Hop Songs  | 16                  |
| 1967 | On a Saturday Night          | Hot R&B/Hip-Hop Songs  | 22                  |
| 1967 | Love Is a Doggone Good Thing | Hot R&B/Hip-Hop Songs  | 30                  |
| 1968 | I've Never Found a Girl      | Hot R&B/Hip-Hop Songs  | 2                   |
| 1968 | Bring It On Home to Me       | Hot R&B/Hip-Hop Songs  | 4                   |
| 1967 | Knock on Wood                | Official Singles Chart | 19                  |
| 1967 | Things Get Better            | Official Singles Chart | 31                  |
| 1967 | Raise Your Hand              | Official Singles Chart | 42                  |